# Alexandre Oler
Alexandre Oler, fils du peintre et sculpteur juif David Olère et de Juliette Ventura, né à Paris le 13 juillet 1930 et mort à Nice le 1er mai 2010, est un homme d'affaires et écrivain français, poète-écrivain de la Shoah.

## Biographie
D'origine juive, il doit porter l'étoile jaune et après l'emprisonnement et la déportation de son père, il doit quitter l'école à 12 ans pour vivre avec sa mère dans la clandestinité, caché dans l'Yonne jusqu'à la fin de la guerre. Par la suite il a une carrière d'homme d'affaires.
Quarante ans après la guerre, Alexandre a pris la plume pour écrire deux livres sur les dessins de son père au sujet d'Auschwitz. 
D'abord un livre bilingue: Serge Klarsfeld, David Olère: L'Œil du Témoin/The Eyes of a Witness. New York: The Beate Klarsfeld Foundation, 1989.
Ensuite le livre Un genocide en héritage, illustré avec les mêmes dessins. Ce dernier livre est traduit en anglais sous le titre Witness: Images of Auschwitz (fr: Temoignage: Images d'Auschwitz) et traduit en allemand sous le titre Vergessen oder Vergeben — Bilder aus der Todeszone (fr:Oublié ou pardonné - Images de la mort). Ce dernier livre s'apparente au livre de Dunya Breur et Aat Breur-Hibma: Een verborgen herinnering (fr:Un souvenir caché) (1983).
Il avait déjà publié en 1966 Mots pour maux: poèmes d'arrière-garde et à contre-courant.
Il a également publié des poèmes sur le Shoah sous le titre:  Les clémentines sans pepins: 21 poèmes pour dire l'indicible (Midi Ed. Promotion, 2003). Ses poèmes, tels que Pépé n'a rien dit sont parfois (re)cité dans des commémorations sur le Shoah,.